# Iugoslavia Federală Democratică
Iugoslavia Federală Democratică a fost un stat provizoriu înființat în timpul celui de-al Doilea Război Mondial la 29 noiembrie 1943, în cea de-a doua sesiune a Consiliului Antifascist pentru Eliberarea Națională a Iugoslaviei (AVNOJ). Comitetul Național pentru Eliberarea Iugoslaviei (NKOJ) a fost inițial organul său executiv. În cursul existenței sale, el a fost condus de mareșalul Iosip Broz Tito în calitate de prim-ministru.
Acest stat provizoriu a fost recunoscut de Aliați la Conferința de la Teheran, împreună cu AVNOJ ca organismul său legislativ. Guvernul iugoslav al regelui Petru al II-lea, aflat în exil la Londra, a recunoscut guvernul AVNOJ, parțial la presiunea guvernului Regatul Unit, prin Tratatul de pe insula Vis, semnat la 16 iunie 1944 între prim-ministrul guvernului în exil, Ivan Šubašić, și mareșalul Tito. Prin Tratatul de pe insula Vis, guvernul în exil și Comitetul Național pentru Eliberarea Iugoslaviei au convenit să fuzioneze, formând cât mai curând un guvern provizoriu. Forma noului guvern a fost convenită printr-un al doilea acord Šubašić-Tito semnat la 1 noiembrie 1944 în capitala iugoslavă recent eliberată Belgrad. Iugoslavia Federală Democratică a devenit unul dintre membrii fondatori ai Organizației Națiunilor Unite prin semnarea Cartei Națiunilor Unite în octombrie 1945.
Scopul formării acestui stat a fost unificarea mișcărilor de rezistență iugoslave față de ocuparea Iugoslaviei de către puterile Axei. Chestiunea formei de organizare a statului (monarhie sau republică) a fost lăsată intenționat indecisă până după încheierea războiului, așa că poziția de șef al statului a fost vacantă. După fuziunea celor două guverne, Iosip Broz Tito a devenit prim-ministru, iar Ivan Šubašić a devenit ministru de externe.

## Istorie
Cea de-a doua sesiune a AVNOJ, care a avut loc la Jajce în noiembrie 1943, a fost deschisă cu o declarație care prevedea printre altele:
1. Consiliul Antifascist pentru Eliberarea Națională a Iugoslaviei să fie constituit ca organ legislativ suprem, organ reprezentativ executiv al Iugoslaviei, organ reprezentativ suprem al suveranității popoarelor iugoslave și al Statului Iugoslavia, iar Comitetul Național pentru Eliberarea Iugoslaviei să fie înființat ca un organ cu toate caracteristicile unui guvern național, prin care Consiliul Antifascist pentru Eliberarea Națională a Iugoslaviei își va realiza funcția executivă.
2. „Guvernul” trădător aflat în exil să fie deposedat de toate drepturile asumate în calitate de guvern legal al Iugoslaviei, în special de dreptul de a reprezenta popoarele Iugoslaviei oriunde sau înaintea oricui.
3. Toate tratatele internaționale încheiate în străinătate în numele Iugoslaviei de către „guvernul” din exil să fie revizuite în vederea invalidării, aprobării sau reînnoirii lor și toate tratatele pe care așa-numitul „guvern” în exil ar putea să le încheie în străinătate în viitor să nu obțină nicio recunoaștere.
4. Iugoslavia să fie fondată pe baza unui principiu federal democratic ca stat al popoarelor egale.[4]

AVNOJ a emis apoi șase decrete, iar Prezidiul AVNOJ, care legifera atunci când AVNOJ nu se afla în sesiune, a emis patru hotărâri. Toate acestea au format constituția noului stat iugoslav. La 30 noiembrie Prezidiul AVNOJ i-a acordat lui Tito gradul de mareșal al Iugoslaviei și l-a numit președinte al guvernului (sau prim-ministru interimar) și ministru al apărării naționale. Trei vicepreședinți și alți treisprezece miniștri au fost numiți ca membri ai NKOJ.
Numele „Iugoslavia Federală Democratică” a fost adoptat oficial la 17 februarie 1944. În aceeași zi a fost adoptată stema Iugoslaviei cu cele cinci torțe.

## Guvern
Organul legislativ al Iugoslaviei Federale Democratice a fost, din noiembrie 1944, Adunarea Provizorie. Acordul Tito-Šubašić din 1944 a precizat că noul stat era o democrație pluralistă care garanta: libertățile democratice, libertatea individuală, libertatea de exprimare, libertatea de întrunire, libertatea religioasă și libertatea presei. Cu toate acestea, până în ianuarie 1945, mareșalul Tito a abandonat principiul guvernamental al democrației pluraliste, susținând că, deși accepta democrația, nu era „nevoie” de mai multe partide, întrucât acestea ar fi divizat în mod inutil efortul de război al Iugoslaviei, și că Frontul Popular reprezenta întregul popor iugoslav. Coaliția Frontului Popular, condusă de Partidul Comunist din Iugoslavia și de secretarul său general, mareșalul Iosip Broz Tito, a fost un grup politic major în cadrul guvernului. O altă organizație politică ce a făcut parte din guvern a fost mișcarea „Napred”, reprezentată de Milivoje Marković.
Iugoslavia Federală Democratică a fost condusă de guvernul interimar constituit în mare parte din membri ai Frontului Unitar de Eliberare Națională și dintr-un număr mic de membri ai altor partide politice din fostul Regat al Iugoslaviei. Președinte al guvernului a fost Iosip Broz Tito. Comuniștii au deținut 22 de portofolii ministeriale, inclusiv portofoliile finanțelor, afacerilor interne, justiției și transporturilor. Ivan Šubašić, membru al Partidului Țărănesc Croat și fost ban al Banovinei Croația, a fost ministru al afacerilor externe, în timp ce Milan Grol, de la Partidul Democrat, a fost viceprim-ministru. Mai mulți membri ai guvernului, care nu erau comuniști, și-au dat demisia ca urmare a dezacordului cu noua politică.

## Diviziuni administrative
Iugoslavia Federală Democratică a fost formată din 6 republici și 2 regiuni autonome:
- Statul federal Serbia
  - Regiunea autonomă Kosovo și Metohija
  - Provincia autonomă Voivodina
- Statul federal Croația
- Statul federal Bosnia și Herțegovina

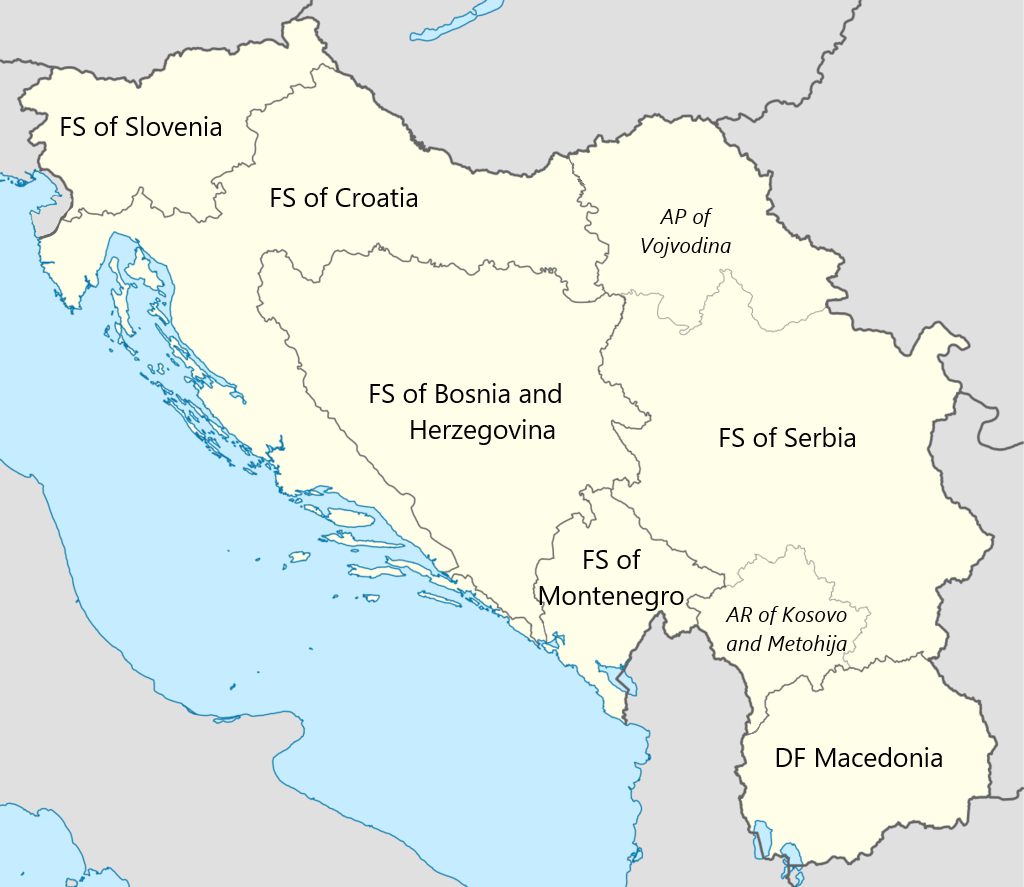
Diviziunile administrative ale Iugoslaviei Federale Democratice în 1945

- Statul federal Slovenia
- Statul federal Muntenegru
- Macedonia Federală Democrată